# Großer Preis von Luxemburg 1998
Der Große Preis von Luxemburg 1998 (offiziell VI Großer Warsteiner Preis von Luxemburg) fand am 27. September auf dem Nürburgring in Nürburg statt und war das 15. Rennen der Formel-1-Weltmeisterschaft 1998.

## Bericht

### Hintergrund
Nach dem Großen Preis von Italien führten Mika Häkkinen und Michael Schumacher die Fahrerwertung punktgleich und mit 32 Punkten vor David Coulthard an. Somit konnten nur noch die beiden Führenden Weltmeister werden. In der Konstrukteurswertung führte McLaren-Mercedes mit zehn Punkten vor Ferrari und mit 95 Punkten vor Williams-Mecachrome.
Mit Jacques Villeneuve (einmal) trat ein ehemaliger Sieger zu diesem Grand Prix.
Es sollte der vorerst letzte Große Preis von Luxemburg sein.

### Training

#### Freitagstraining
Mit einer Zeit von 1:19,689 Minuten fuhr Häkkinen die schnellste Runde, sechs Zehntel dahinter folgten Giancarlo Fisichella, Villeneuve, Michael Schumacher, Coulthard sowie Eddie Irvine. Alle Fahrer waren innerhalb von viereinhalb Sekunden platziert. Anders als in den anderen Sessions war Ricardo Rosset nicht der langsamste Fahrer, er konnte Mika Salo um vier Zehntel schlagen.

#### Samstagstraining
Wie am Vortag war Häkkinen der schnellste Fahrer im Training, um 75 Tausendstel musste sich Michael Schumacher geschlagen geben. Dahinter folgten Ralf Schumacher, Coulthard, Villeneuve und Heinz-Harald Frentzen. Alle Fahrer waren innerhalb von sechs Sekunden platziert, zwischen dem Letzten Rosset und dem Vorletzten Olivier Panis lagen rund eineinhalb Sekunden.

### Qualifying
Anders als in den vorherigen Sitzungen belegte Ferrari die erste Reihe, mit Michael Schumacher um drei Zehntel vor Irvine. Dahinter folgten Häkkinen, Fisichella, Coulthard sowie Ralf Schumacher. Alle Fahrer waren innerhalb von viereinhalb Sekunden platziert, Rosset schlug die 107-Prozent-Zeit um über eineinhalb Sekunden.

### Warm-Up
Im Warm-Up vor dem Rennen war Häkkinen vor seinem Teamkollegen Coulthard der schnellste Fahrer, dahinter folgten die beiden Ferrari mit Michael Schumacher und Irvine sowie Alexander Wurz und Villeneuve. Alle Fahrer waren innerhalb von fünf Sekunden platziert.

### Rennen
Beim Start überholte Irvine Michael Schumacher und führte das Rennen bis zur letzten Kurve an, als Michael Schumacher die Führung zurückholte. Irvine begann nun, Häkkinen für seinen Teamkollegen aufzuhalten. Esteban Tuero rollte noch in der ersten Runde in die Box zurück, nachdem die Antriebswelle gebrochen war. Das Team reparierte den Schaden, sodass Tuero das Rennen wieder aufnehmen konnte. Allerdings schied er in der 56. Runde wegen eines Motorschadens aus. In der 14. Runde konnte Häkkinen Irvine in der Veedol-Schikane überholen und nun den Abstand zum führenden Michael Schumacher verkürzen. In der 24. Runde ging Michael Schumacher an die Box zum Tanken, während Häkkinen vier Runden später stoppte. Diese Entscheidung erwies sich als richtig, denn Häkkinen kam nach seinem Stopp knapp vor Michael Schumacher aus der Box und behauptete die Führung trotz starken Drucks. Nach der nächsten Boxenstoppserie vergrößerte Häkkinen den Abstand zu Michael Schumacher und gewann das Rennen mit knapp zwei Sekunden Vorsprung. Das Podium komplettierte Coulthard. Die restlichen Punkteplatzierungen belegten Irvine, Frentzen und Fisichella.
Häkkinen gelang zudem mit 1:20,450 Minuten die schnellste Runde.
Häkkinen übernahm vor dem letzten Rennen wieder die alleinige Führung in der Fahrerwertung vor Michael Schumacher. Coulthard blieb Dritter. In der Konstrukteurswertung blieben die ersten drei Positionen unverändert.

## Meldeliste
| Team                         | Nr. | Fahrer                | Chassis        | Motor                   | Reifen |
| ---------------------------- | --- | --------------------- | -------------- | ----------------------- | ------ |
| Winfield Williams            | 01  | Jacques Villeneuve    | Williams FW20  | Mecachrome 3.0 V10      | G      |
| Winfield Williams            | 02  | Heinz-Harald Frentzen | Williams FW20  | Mecachrome 3.0 V10      | G      |
| Scuderia Ferrari Marlboro    | 03  | Michael Schumacher    | Ferrari F300   | Ferrari 3.0 V10         | G      |
| Scuderia Ferrari Marlboro    | 04  | Eddie Irvine          | Ferrari F300   | Ferrari 3.0 V10         | G      |
| Mild Seven Benetton Playlife | 05  | Giancarlo Fisichella  | Benetton B198  | Playlife 3.0 V10        | B      |
| Mild Seven Benetton Playlife | 06  | Alexander Wurz        | Benetton B198  | Playlife 3.0 V10        | B      |
| West McLaren Mercedes        | 07  | David Coulthard       | McLaren MP4/13 | Mercedes-Benz 3.0 V10   | B      |
| West McLaren Mercedes        | 08  | Mika Häkkinen         | McLaren MP4/13 | Mercedes-Benz 3.0 V10   | B      |
| Benson & Hedges Jordan       | 09  | Damon Hill            | Jordan 197     | Mugen-Honda 3.0 V10     | G      |
| Benson & Hedges Jordan       | 10  | Ralf Schumacher       | Jordan 197     | Mugen-Honda 3.0 V10     | G      |
| Gauloises Prost Peugeot      | 11  | Olivier Panis         | Prost AP01     | Peugeot 3.0 V10         | B      |
| Gauloises Prost Peugeot      | 12  | Jarno Trulli          | Prost AP01     | Peugeot 3.0 V10         | B      |
| Red Bull Sauber Petronas     | 14  | Jean Alesi            | Sauber C17     | Petronas 3.0 V10        | G      |
| Red Bull Sauber Petronas     | 15  | Johnny Herbert        | Sauber C17     | Petronas 3.0 V10        | G      |
| Danka Zepter Arrows          | 16  | Pedro Diniz           | Arrows A19     | Arrows 3.0 V10          | B      |
| Danka Zepter Arrows          | 17  | Mika Salo             | Arrows A19     | Arrows 3.0 V10          | B      |
| Stewart Ford                 | 18  | Rubens Barrichello    | Stewart SF2    | Ford Zetec-R 3.0 V10    | B      |
| Stewart Ford                 | 19  | Jos Verstappen        | Stewart SF2    | Ford Zetec-R 3.0 V10    | B      |
| Tyrrell                      | 20  | Ricardo Rosset        | Tyrrell 026    | Ford Zetec-R/97 3.0 V10 | G      |
| Tyrrell                      | 21  | Toranosuke Takagi     | Tyrrell 026    | Ford Zetec-R/97 3.0 V10 | G      |
| Fondmetal Minardi Team       | 22  | Shinji Nakano         | Minardi M198   | Ford Zetec-R/97 3.0 V10 | B      |
| Fondmetal Minardi Team       | 23  | Esteban Tuero         | Minardi M198   | Ford Zetec-R/97 3.0 V10 | B      |

## Klassifikation

### Qualifying
| Pos.                                                                       | Fahrer                | Konstrukteur        | Zeit     | Start |
| -------------------------------------------------------------------------- | --------------------- | ------------------- | -------- | ----- |
| 01                                                                         | Michael Schumacher    | Ferrari             | 1:18,561 | 01    |
| 02                                                                         | Eddie Irvine          | Ferrari             | 1:18,907 | 02    |
| 03                                                                         | Mika Häkkinen         | McLaren-Mercedes    | 1:18,940 | 03    |
| 04                                                                         | Giancarlo Fisichella  | Benetton-Playlife   | 1:19,048 | 04    |
| 05                                                                         | David Coulthard       | McLaren-Mercedes    | 1:19,169 | 05    |
| 06                                                                         | Ralf Schumacher       | Jordan-Mugen-Honda  | 1:19,455 | 06    |
| 07                                                                         | Heinz-Harald Frentzen | Williams-Mecachrome | 1:19,522 | 07    |
| 08                                                                         | Alexander Wurz        | Benetton-Playlife   | 1:19,569 | 08    |
| 09                                                                         | Jacques Villeneuve    | Williams-Mecachrome | 1:19,631 | 09    |
| 10                                                                         | Damon Hill            | Jordan-Mugen-Honda  | 1:19,807 | 10    |
| 11                                                                         | Jean Alesi            | Sauber-Petronas     | 1:20,493 | 11    |
| 12                                                                         | Rubens Barrichello    | Stewart-Ford        | 1:20,530 | 12    |
| 13                                                                         | Johnny Herbert        | Sauber-Petronas     | 1:20,650 | 13    |
| 14                                                                         | Jarno Trulli          | Prost-Peugeot       | 1:20,709 | 14    |
| 15                                                                         | Olivier Panis         | Prost-Peugeot       | 1:21,048 | 15    |
| 16                                                                         | Mika Salo             | Arrows              | 1:21,120 | 16    |
| 17                                                                         | Pedro Diniz           | Arrows              | 1:21,258 | 17    |
| 18                                                                         | Jos Verstappen        | Stewart-Ford        | 1:21,501 | 18    |
| 19                                                                         | Toranosuke Takagi     | Tyrrell-Ford        | 1:21,525 | 19    |
| 20                                                                         | Shinji Nakano         | Minardi-Ford        | 1:22,078 | 20    |
| 21                                                                         | Esteban Tuero         | Minardi-Ford        | 1:22,146 | 21    |
| 22                                                                         | Ricardo Rosset        | Tyrrell-Ford        | 1:22,822 | 22    |
| 107-Prozent-Zeit: 1:24,600 min (bezogen auf die Bestzeit von 1:18,561 min) |                       |                     |          |       |

### Rennen
| Pos. | Fahrer                | Konstrukteur        | Runden | Stopps | Zeit        | Start | Schnellste Runde |
| ---- | --------------------- | ------------------- | ------ | ------ | ----------- | ----- | ---------------- |
| 01   | Mika Häkkinen         | McLaren-Mercedes    | 67     | 2      | 1:32:14,789 | 03    | 1:20,450 (25.)   |
| 02   | Michael Schumacher    | Ferrari             | 67     | 2      | + 2,211     | 01    | 1:21,001 (65.)   |
| 03   | David Coulthard       | McLaren-Mercedes    | 67     | 2      | + 34,163    | 05    | 1:20,715 (61.)   |
| 04   | Eddie Irvine          | Ferrari             | 67     | 2      | + 58,182    | 02    | 1:21,667 (62.)   |
| 05   | Heinz-Harald Frentzen | Williams-Mecachrome | 67     | 2      | + 1:00,247  | 07    | 1:21,394 (65.)   |
| 06   | Giancarlo Fisichella  | Benetton-Playlife   | 67     | 2      | + 1:01,359  | 04    | 1:21,506 (65.)   |
| 07   | Alexander Wurz        | Benetton-Playlife   | 67     | 2      | + 1:04,789  | 08    | 1:21,778 (61.)   |
| 08   | Jacques Villeneuve    | Williams-Mecachrome | 66     | 2      | + 1 Runde   | 09    | 1:21,701 (33.)   |
| 09   | Damon Hill            | Jordan-Mugen-Honda  | 66     | 2      | + 1 Runde   | 10    | 1:21,741 (66.)   |
| 10   | Jean Alesi            | Sauber-Petronas     | 66     | 2      | + 1 Runde   | 11    | 1:21,979 (43.)   |
| 11   | Rubens Barrichello    | Stewart-Ford        | 65     | 1      | + 2 Runden  | 12    | 1:23,412 (33.)   |
| 12   | Olivier Panis         | Prost-Peugeot       | 65     | 2      | + 2 Runden  | 15    | 1:22,931 (61.)   |
| 13   | Jos Verstappen        | Stewart-Ford        | 65     | 2      | + 2 Runden  | 18    | 1:23,944 (30.)   |
| 14   | Mika Salo             | Arrows              | 65     | 2      | + 2 Runden  | 16    | 1:23,562 (23.)   |
| 15   | Shinji Nakano         | Minardi-Ford        | 65     | 1      | + 2 Runden  | 20    | 1:24,210 (61.)   |
| 16   | Toranosuke Takagi     | Tyrrell-Ford        | 65     | 2      | + 2 Runden  | 19    | 1:23,392 (47.)   |
| –    | Esteban Tuero         | Minardi-Ford        | 56     | 2      | DNF         | 21    | 1:24,024 (50.)   |
| –    | Ralf Schumacher       | Jordan-Mugen-Honda  | 53     | 2      | DNF         | 06    | 1:21,881 (21.)   |
| –    | Johnny Herbert        | Sauber-Petronas     | 37     | 1      | DNF         | 13    | 1:22,712 (23.)   |
| –    | Ricardo Rosset        | Tyrrell-Ford        | 36     | 1      | DNF         | 22    | 1:24,161 (23.)   |
| –    | Jarno Trulli          | Prost-Peugeot       | 6      | 0      | DNF         | 14    | 1:25,328 (04.)   |
| –    | Pedro Diniz           | Arrows              | 6      | 0      | DNF         | 17    | 1:25,286 (05.)   |

## WM-Stände nach dem Rennen
Die ersten sechs des Rennens bekamen 10, 6, 4, 3, 2 bzw. 1 Punkt(e).

### Fahrerwertung
| Pos. | Fahrer                | Konstrukteur        | Punkte |
| ---- | --------------------- | ------------------- | ------ |
| 01   | Mika Häkkinen         | McLaren-Mercedes    | 90     |
| 02   | Michael Schumacher    | Ferrari             | 86     |
| 03   | David Coulthard       | McLaren-Mercedes    | 52     |
| 04   | Eddie Irvine          | Ferrari             | 41     |
| 05   | Jacques Villeneuve    | Williams-Mecachrome | 20     |
| 06   | Alexander Wurz        | Benetton-Playlife   | 17     |
| 07   | Damon Hill            | Jordan-Mugen-Honda  | 17     |
| 08   | Giancarlo Fisichella  | Benetton-Playlife   | 16     |
| 09   | Heinz-Harald Frentzen | Williams-Mecachrome | 15     |
| 10   | Ralf Schumacher       | Jordan-Mugen-Honda  | 14     |
| 11   | Jean Alesi            | Sauber-Petronas     | 9      |
| 12   | Rubens Barrichello    | Stewart-Ford        | 4      |

| Pos. | Fahrer            | Konstrukteur    | Punkte |
| ---- | ----------------- | --------------- | ------ |
| 13   | Mika Salo         | Arrows          | 3      |
| 14   | Pedro Diniz       | Arrows          | 3      |
| 15   | Johnny Herbert    | Sauber-Petronas | 1      |
| 16   | Jarno Trulli      | Prost-Peugeot   | 1      |
| 17   | Jan Magnussen     | Stewart-Ford    | 1      |
| 18   | Shinji Nakano     | Minardi-Ford    | 0      |
| 19   | Esteban Tuero     | Minardi-Ford    | 0      |
| 20   | Ricardo Rosset    | Tyrrell-Ford    | 0      |
| 21   | Toranosuke Takagi | Tyrrell-Ford    | 0      |
| 22   | Olivier Panis     | Prost-Peugeot   | 0      |
| 23   | Jos Verstappen    | Stewart-Ford    | 0      |

### Konstrukteurswertung
| Pos. | Konstrukteur        | Punkte |
| ---- | ------------------- | ------ |
| 01   | McLaren-Mercedes    | 142    |
| 02   | Ferrari             | 127    |
| 03   | Williams-Mecachrome | 35     |
| 04   | Benetton-Playlife   | 33     |
| 05   | Jordan-Mugen-Honda  | 31     |
| 06   | Sauber-Petronas     | 10     |

| Pos. | Konstrukteur  | Punkte |
| ---- | ------------- | ------ |
| 07   | Arrows        | 6      |
| 08   | Stewart-Ford  | 5      |
| 09   | Prost-Peugeot | 1      |
| 10   | Minardi-Ford  | 0      |
| 11   | Tyrrell-Ford  | 0      |